# Operace Aurora
Operace Aurora byla série kybernetických útoků, které jsou nejčastěji připisovány skupině Elderwood se sídlem v Pekingu, jež má přímé vazby na Lidovou osvobozeneckou armádu. Veřejnost byla o útocích informována 12. ledna 2010 v příspěvku od Googlu, který oznámil, že útoky pocházející z jednoho zdroje, mířené na americké firmy, započaly v červnu roku 2009 a pokračovaly až do prosince téhož roku. 
Celá operace byla cílena na desítky společností například: Adobe Systems,  Akamai Technologies,  Juniper Networks,  a Rackspace.  Tyto firmy veřejně přiznaly, že byly poškozeny. Mezi další poškozené společnosti patřily i firmy Yahoo!, Symantec, Northrop Grumman, Morgan Stanley  a Dow Chemical. 
Google jako reakci na tyto útoky oznámil plány na vydání zcela necenzurované verze svého prohlížeče v Číně. Společnost se dále nechala slyšet, že pokud realizace tohoto plánu nebude čínskou vládou umožněna, bude nucena zcela opustit Čínu a uzavřít své tamní pobočky.  Oficiální čínské zdroje uvádějí, že toto prohlášení bylo součástí strategie vlády Spojených států amerických, jejímž cílem bylo vyprovokovat Čínu. 
S názvem "Operace Aurora" přišel Dmitri Alperovitch, viceprezident pro výzkum hrozeb pro americkou společnost McAfee, specializující se v bezpečnostním softwaru. Při snaze o odhalení útočníků tým společnosti McAfee objevil slovo „Aurora“ jako součást kódu pocházejícího z útočníkova zařízení. Dále se slovo objevilo v malware, a to hned ve dvou binárních kódech, které McAfee spojovalo s útokem. „Domníváme se, že šlo o interní pojmenování, které útočníci dali této operaci," uvedl ve svém příspěvku George Kurtz, Technologický ředitel pro McAfee. 
Podle McAfee bylo primárním cílem útoků získat přístup a případně pozměnit zdrojový kód v těchto high-tech bezpečnostních společnostech. „Verzování byla zcela dostupná" řekl Alperovitch. „Nikdo nikdy nepřemýšlel o jejich zabezpečení, ač jsou korunními klenoty většiny těchto společností v mnoha ohledech - mnohem cennější, než kterákoliv finanční či osobní data, na jejichž ochranu vynaložily spoustu času a energie."

## Historie

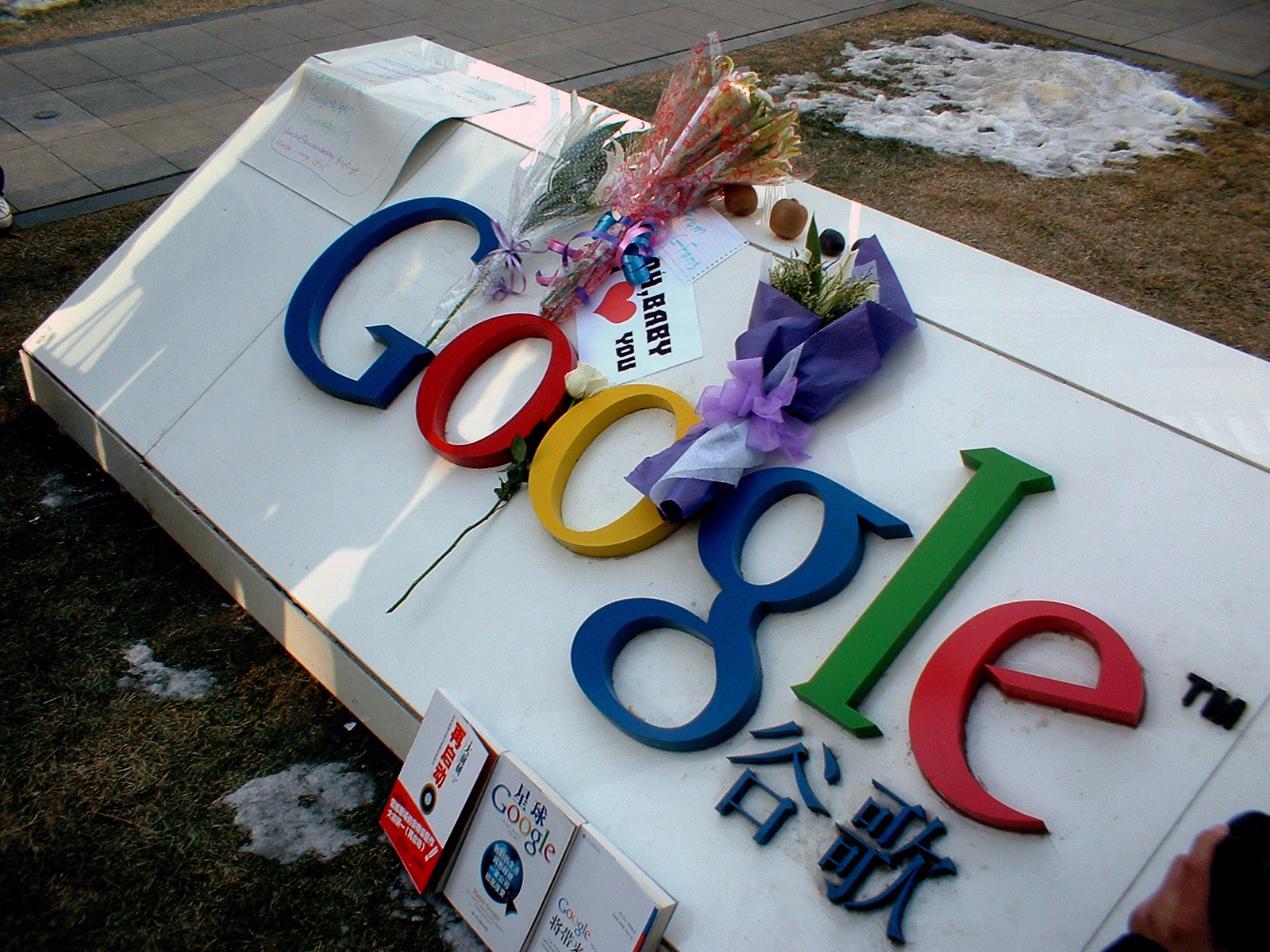
Květiny ponechané před sídlem společnosti Google v Číně poté, co oznámila, že plánuje zemi opustit

12. ledna 2010 Google na svém blogu přiznal, že se stal obětí kybernetického útoku. Společnost dále uvedla, že útok započal v polovině prosince a pocházel z Číny a cíleno bylo více než 20 dalších společností; jiné zdroje uvádí, že bylo cílem až 34 organizací.  V reakci na útok Google přezkoumával své pohledávky v Číně.  V ten samý den vydala ministryně zahraničích věcí Spojených států Hillary Clintonová stručné prohlášení, kde Čínu z útoků obvinila a očekává jejich reakci. 
13. ledna 2010 zpravodajská agentura All Headline News ohlásila plány Kongresu Spojených států vyšetřit obvinění společnosti Google mluvící o tom, že čínská vláda zneužila jejich platformy pro špionáž na aktivistech za lidská práva. 
V Pekingu občané zanechávali před kancelářemi společnosti Google květiny, nicméně ty byly později odstraněny. Čínské bezpečnostní složky svůj čin obhajovaly tvrzením, že šlo o ilegální květinový pomník. Oficiální reakce čínské vlády je stále očekávána, ačkoliv anonymní úředník prohlásil, že Čína shromažďuje více informací týkajících se záměrů společnosti Google. 